# Балдур фон Ширах
Балдур фон Ширах (на немски: Baldur von Schirach) е германски политик, който е известен най-вече с ролята си на национален младежки лидер на нацистката партия и ръководител на Хитлерова младеж от 1931 до 1940 г. По-късно той служи като гаулайтер. След Втората световна война е осъден за престъпления срещу човечеството от Нюрнбергските процеси на 20 години затвор.

## Ранен живот
Ширах е роден в Берлин, най-малкият от четирите деца на театралния режисьор Карл Бейли Норис фон Ширах (1873-1948) и неговата американска съпруга Ема Мидълтън Тилу (1872-1944). Член на благородно семейство Ширах, от сръбски западен славянски произход, три от четирите му баби и дядовци са от Съединените щати, главно от Пенсилвания. Чрез майка си Ширах е потомък на Томас Хейуърд, младши и непряк потомък на Артър Мидълтън, двамата подписали Декларацията за независимост на Съединените щати. Английският е първият език, който научава у дома, и не се научава да говори немски език до петгодишна възраст. Той има две сестри – Виктория, и оперната певица Розалинд фон Ширах, брат му е Карл Бенедикт фон Ширах. Той се самоубива през 1919 г. на 19 години.
На 31 март 1932 г. Ширах се жени за 19-годишната Хенриет Хофман, дъщерята на Хайнрих Хофман, личния фотограф на Адолф Хитлер и близък приятел. Семейството на Ширах категорично се противопоставя на този брак, но Хитлер настоява. Грегор Щрасер пренебрежително описва Ширах като „млад женствен аристократ“, на който Хитлер дава позицията на лидер на Хитлерюгенд. Чрез тази връзка Ширах става част от вътрешния кръг на Хитлер. Хенриет фон Ширах ражда четири деца: Ангелика Бенедикта фон Ширах (родена през 1933 г.), адвокат Клаус фон Ширах (роден през 1935 г.), бизнесмена Роберт Ширах (роден през 1938 г.) и синолог Ричард фон Ширах (роден през 1942 г.). Адвокатът и най-продаваният германски писател на криминални романи, Фердинанд фон Ширах е внук на двойката. Те са също баба и дядо на философа и критик Ариаден фон Ширах и на писателя Бенедикт Уелс.

## Военна кариера и нацистката партия
Ширах се присъединява към военна кадетска група на 10-годишна възраст и става член на нацистката партия (НСДАП) през 1925 г. Той скоро е прехвърлен в Мюнхен, а през 1929 г. става лидер на Националсоциалистическия германски съюз на студентите (Nationalsozialistischer Deutscher Studentenbund). През 1931 г. е назначен за райхсюгендфюрер (младежки лидер) на нацистката партия, а през 1933 г. става шеф на Хитлерюгенд и получава СА ранг на групенфюрер. През 1936 г. е държавен секретар.
Ширах се появява често на митинги, като например в Нюрнбергския митинг през 1934 г., когато е с Хитлер, за да въодушеви публиката на Хитлерюгенд. Събитието е заснето за „Триумф на волята“, пропаганден филм, създаден от Лени Рифенщал за нацистката партия. Ширах поставя военния тон на младежката организация, която участва във военни учения, както и използването на военно оборудване, като пушки.
През юли 1939 г. Ширах е в Пасау на официално посещение.
През 1940 г. Ширах организира евакуацията на 5 милиона деца от градове, застрашени от бомбардировките на съюзниците. По-късно тази година, той се присъединява към армията и се предлага доброволно за служба във Франция, където му е присъден железен кръст, преди да бъде призован. Той служи с 4-ти пехотен полк. По време на френската кампания е повишен в лейтенант и награден за смелост. Ширах губи контрола над Хитлеровата младеж от Артур Акман и е назначен за гаулайтер на Райхсгау Виена, където остава до края на войната.
Антисемитът Ширах е отговорен през следващите няколко години за изпращането на евреи от Виена към нацистки концентрационни лагери. По време на мандата му са депортирани 65 000 евреи. В реч на 15 септември 1942 г. той заявява, че депортирането им е „принос към европейската култура“. По-късно по време на войната, Ширах пледира за умерено отношение към източноевропейските народи и критикува условията, при които евреите са депортирани.

## Процес и осъждане
Ширах се предава през 1945 г. и е един от служителите, изправени пред съд в Нюрнберг. В процеса Ширах е един от само двама мъже, които осъждат действията на Хитлер (другият е Алберт Шпеер). Казва, че не знае за лагерите за унищожение. Той представя доказателства, че е протестирал срещу Мартин Борман за нечовешкото отношение към евреите. Ширах твърди, че корените на неговия антисемитизъм могат да бъдат намерени в четенията на Международното еврейство" на Хенри Форд. Първоначално той е обвинен за престъпления против мира за ролята си в изграждането на Хитлеровата младеж, но е оправдан. На 1 октомври 1946 г. е признат за виновен за престъпления срещу човечеството за ролята му в депортирането на виенските евреи до германските концентрационни лагери, разположени в окупирана Полша. Той е осъден и лежи 20 години в затвора Спандау в Берлин.
На 20 юли 1949 г. съпругата му се развежда с него, докато е в затвора.
Ширах е освободен на 30 септември 1966 г. след изтърпяване на пълната му присъда и се оттегля тихо в Южна Германия. Той публикува мемоарите си: „Аз вярвам в Хитлер“ (Ich glaubte an Hitler) и умира на 8 август 1974 г. в Крьоф.
Вон Ширах е споменат в алтернативния исторически роман на Филип К. Дик „Човекът във високия замък“ като кандидат за фюрер, след като умира предишният – Мартин Борман.